# Передова хірургічна група
Передова хірургічна група (ПХГ) Медичних Сил Збройних Сил України - це тимчасово створена військово - організаційна структура або підрозділ зі складу військово-медичних закладів для підсилення спроможностей етапів медичної евакуації з метою наближення надання невідкладної кваліфікованої хірургічної допомоги в районах прогнозованих масових санітарних втрат.

## Склад ПХГ
- лікарі- офіцери: хірурги, травматологи, анестезіологи-реаніматологи, терапевти або лікар загальної практики;
- середній медичний персонал  - операційні сестри, сестра-анестезист, медична сестра;
- інший персонал - рентген-лаборант, клінічний-лаборант, водії-санітари тощо.

## Застосування

#### Існують наступні варіанти застосування
І варіант - виконання завдань самостійно в районах, наближених до виникнення санітарних втрат з підрозділами управління та забезпечення
ІІ варіант - застосування на базі медичного підрозділу військової частини або цивільного закладу охорони здоров'я
ПХГ, може бути застосована для подальшого нарощення спроможностей до рівня мобільного госпіталя.

## Згадки в ЗМІ
- Навчання військових медиків  в зоні ООС 20.07.2019 року[1]
- Військові медики відпрацювали розгортання передової хірургічної групи[2]
- Як військові медики розгортали хірургічну групу в районі ООС[3]
- Оновлені стандарти надання хірургічної допомоги пораненим та цивільному населенню[4]